# Janoskians
Die Janoskians (Akronym für Just Another Name Of Silly Kids In Another Nation) sind eine australische YouTube-Comedy-Gruppe aus Melbourne, Australien.

## Mitglieder
Zu der Gruppe gehören die Zwillingsbrüder Jaidon Domenic Matthew Brooks und Luke Anthony Marc Brooks (* 3. Mai 1995), deren älterer Bruder Beau Peter Brooks (* 31. Juli 1993) und deren Freunde James Anthony Yammouni (* 27. Februar 1996) und Daniel „Skip“ John Sahyounie (* 31. Oktober 1994). Alle 5 sind im Stadtteil Glenroy geboren.
James verließ die Comedy-Gruppe im Juni 2016.

## YouTube-Videos
Der YouTube-Kanal der Janoskians wurde am 4. Juli 2011 erstellt. Im September 2011 veröffentlichten sie ihr erstes Video. Ihre Videos bestehen im Wesentlichen aus Streichen, die die fünf Gruppenmitglieder in der ahnungslosen Öffentlichkeit machen (verschiedene Handlungen simulieren, schlafen, schreien) sowie Sketchen. Sie haben über 150 Millionen Video-Aufrufe. Am 23. Juni 2013 erreichte die Gruppe auf ihrem YouTube-Kanal über 1.000.000 Abonnenten. Mittlerweile sind es bereits über 2.000.000.
Außerdem haben sie noch weitere Kanäle. Unter anderem TwinTalkTime (knapp 500.000 Abonnenten / erstellt am 19. Juni 2013). Auf diesem Video posten hauptsächlich die Zwillinge Jai und Luke Videos, in dem sie bestimmte Themen besprechen, ab und an haben auch die anderen Jungs Auftritte in ihren TwinTalkTime Videos. Auf ihrem daresundays (über eine Million Abonnenten / erstellt am 29. Januar 2012) Kanal posten sie jeden Sonntag Challenges, in denen sie meistens schmerzvolle Aufgaben erledigen müssen.

## Musik
Im Jahr 2012 unterzeichneten die fünf Mitglieder der Gruppe einen Vertrag bei Sony Music Australia. Ihre Debüt-Single „Set This World on Fire“ wurde im September 2012 veröffentlicht. Die Janoskians erhielten später ihren eigenen Vevo-Kanal auf YouTube, auf dem ein offizielles Video zu ihrem Song am 9. Oktober veröffentlicht wurde. Im März 2013 gaben die Janoskians die Zusammenarbeit mit Musiker Jay Sean bekannt, in dessen Musikvideo zu seiner Single „Where You Are“ sie auftraten. Am 17. Mai 2013 wurde ihre neue Single „Best Friends“ veröffentlicht. Sie gelangte auf Platz 1 der iTunes-Charts in Ländern wie Schweden, in die Top 10 in mehreren Ländern weltweit, in die Top 100 der US iTunes Charts und auf Platz 11 der UK iTunes Charts. Am 6. März 2015 erschien ihr erstes EP Would U Love Me.

## Fernsehen
Ende des Jahres 2012 filmte die Gruppe für MTV Australia eine aus acht Folgen bestehende Web-Show mit dem Titel „Janoskians MTV Sessions“.

## Tourneen
- 2013: Not a Boy Band Tour
- 2014: Got Cake Tour
- 2015: Jahoo Jahaa Tour
- 2016: Another Fail Tour